# Yūki Kaji
Yūki Kaji (梶 裕貴?, Kaji Yūki; Tokyo, 3 settembre 1985) è un doppiatore giapponese.
È noto per aver doppiato Eren Jaeger in L'attacco dei giganti, Shoto Todoroki in My Hero Academia e Meliodas in The Seven Deadly Sins.
È affiliato alla Arts Vision. Nel 2014 è arrivato primo nel Newtype Anime Awards come miglior doppiatore.

## Doppiaggio

### Anime
2006
- Host Club - Amore in affitto come Chikage Ukyo
- Shōnen Onmyōji come Kōta Ayakashi
- Kilari come Takashi Matsushima
- Ken il guerriero: Le origini del mito come Tài-Yán (giovane)

2007
- Shizuku come Umihiko
- Night Wizard the Animation come Longinus
- Over Drive come Mikoto Shinozaki

2008
- Black Butler come Finnian
- Inazuma Eleven come Ichinose Kazuya
- Kuroshitsuji come Finnian
- Yozakura Quartet come Akina Hiizumi
- Stitch! come Tonbo
- Suikoden Tierkreis come L'Eroe (Sieg)
- Inazuma Eleven come Fudō Akio, Ichinose Kazuya, Gianluca Zanardi

2009
- Fairy Tail come Lyon Vastia
- Battle Spirits - Dan il Guerriero Rosso come Burusutomu (giovane)
- Durarara!! come Walker Yumasaki
- Miracle Train - Ōedo-sen e Yōkoso come Iku Shiodome

2010
- Bakugan - Battle Brawlers come Gus Grav
- Durarara!! come Walker Yumasaki
- Kuroshitsuji II come Finnian
- Ōkami-san to shichinin no nakamatachi come Saburō Nekomiya
- Ookiku Furikabutte ~Natsu no Taikai-hen~ come Shun Abe
- Otome yōkai Zakuro come Ganryu Hanakiri
- SD Gundam Sangokuden Brave Battle Warriors come Liu Bei (Ryū Bi) Gundam
- Star Driver: kagayaki no takuto come Takeo Takumi / Sword Star
- Air Gear come Kanon

2011
- Blue Exorcist come Konekomaru Miwa
- C³ come Haruaki Yachi
- Deadman Wonderland come Yō Takami
- Guilty Crown come Shu Ouma
- Hanasaku iroha come Kōichi Tanemura
- Inazuma Eleven GO come Sakisaka Satoru, Minamisawa Atsushi
- Kimi to boku come Akira
- No. 6 come Shion
- Ro-Kyu-Bu! come Subaru Hasegawa
- Shakugan no Shana III (Final) come SouthValley
- Un-Go come romanziere
- Mitsudomoe come Ichirouta Ogata
- Baby Princess come Yōtarō Amatsuka
- Pandora Hearts come Oz Vessalius

2012
- Accel World come Haruyuki Arita
- Nanatsu no taizai come Meliodas
- Magi: The Labyrinth of Magic come Alibaba Saluja
- Aquarion Evol come Amata Sora
- Berserk arco dell'età dell'oro I: L'uovo del Re come Judeau
- Berserk arco dell'età dell'oro II: Battaglia per Doldrey come Judeau
- Daily Lives of High School Boys come Glasses
- High School DxD come Issei Hyōdō
- Kimi to Boku 2 come Akira
- Lupin the Third - La donna chiamata Fujiko Mine come Oscar
- Mysterious Girlfriend X come Kōhei Ueno
- Danball senki W come Haibara Yūya
- Inazuma Eleven GO Chrono Stones come Soji Okita, Kazuya Ichinose
- Chōyaku hyakunin isshu: Uta koi come Fujiwara no Teika
- From the New World come Satoru Asahina (14, 24 e 36 anni)
- K come Tatara Totsuka
- Blast of Tempest come Megumu Hanemura
- Bakuman. come Tatsuro Kosugi
- Say "I love you" come Kakeru Hayakawa
- Ixion Saga DT come Variation

2013
- L'attacco dei giganti come Eren Jaeger
- Diabolik Lovers come Kanato Sakamaki
- Hentai ōji to warawanai neko. come Yōto Yokodera
- Blood Lad come Knell Hydra
- Pokémon XY come Lem
- Pokémon: Mewtwo - Preludio al Risveglio come Virgil
- Kakumeiki Valvrave come Q-vier
- Brothers Conflict come Wataru Asahina
- Strike the Blood come Kou Amazuka
- White Album come Takahiro Ogiso
- Ace of Diamond come Mei Narumiya
- Unbreakable Machine-Doll come Felix Kingsfort
- Galilei Donna come Galileo Galilei
- High School DxD New come Issei Hyōdō

2014
- Black Bullet come Rentarō Satomi
- Ao haru ride come Kou Mabuchi
- Nanatsu no taizai come Meliodas
- Minna atsumare! Falcom gakuen come Adol Christin
- Nisekoi come Shū Maiko
- Nobunaga Concerto come Oda Nobunaga
- Noragami come Yukine
- Tokyo Ghoul come Ayato Kirishima
- Haikyū!! come Kozume Kenma
- Fairy Tail (2014) come Lyon Vastia
- Barakamon come Kousuke Kanzaki
- Bugie d'aprile come Takeshi Aiza
- World Trigger come Osamu Mikumo
- Donten ni warau come Soramaru Kumo
- Nobunaga the Fool come Toyotomi Hideyoshi
- Space Dandy come Prince
- Buddy Complex come Fromm Vantarhei
- Hōzuki no Reitetsu come Yoshitsune Minamoto
- Kamigami no Asobi come Anubis Ma'at

2015
- Sōkyū no Fafner come Akira Nishio
- Blood Blockade Battlefront come Martin
- La leggenda di Arslan come Silvermask
- Ushio e Tora come Juurou
- Osiris no Tenbin come assassino
- Attacco! A scuola coi giganti come Eren Jaeger
- One-Punch Man come Sonic il Supersonico
- Tantei team KZ jiken note come Kakeru Sunahara
- Pokemon: XY&Z come Lem, Squishy
- Durarara!!x2 come Yumasaki Walker
- Diabolik Lovers More, Blood come Kanato Sakamaki
- High School DxD BorN come Issei Hyōdō

2016
- Mononokean l'imbronciato come Ashiya Hanae
- Norn9 come Kakeru Yuiga
- Dimension W come Haruka Shimeyer
- Ace Attorney come Phoenix Wright
- Le bizzarre avventure di JoJo: Diamond is Unbreakable come Koichi Hirose
- My Hero Academia come Shōto Todoroki
- Joker Game come Hatano
- Kabaneri of the Iron Fortress come Takumi
- Kiznaiver come Katsuhira Agata
- Bananya come Bananya, Kuro Bananya, Kenaga Bananya, Oyaji Bananya, Mike Bananya
- Tsukiuta. The Animation come Kakeru Shiwasu
- Servamp come Kuro
- Occultic;Nine come Yūta Gamon
- Classicaloid come Mozart
- Zaregoto come "I"

2017
- Blue Exorcist: Kyoto Saga come Konekomaru Miwa
- Ensemble Stars! The Animation come Mao Isara
- Dive!! come Tomoki Sakai
- My Hero Academia 2 come Shoto Todoroki

2018
- B The Beginning come Koku
- High School DxD Hero come Issei Hyōdō
- My Hero Academia 3 come Shōto Todoroki
- The Seven Deadly Sins - Nanatsu no taizai come Meliodas e Zeldris
- Le bizzarre avventure di JoJo: Vento Aureo come Hirose Koichi
- Non mi stuzzicare, Takagi! come Nishikata

2019
- Mix come Tōma Tachibana
- Karakai jozu no Takagi-san 2 come Nishikata
- My Hero Academia 4 come Shōto Todoroki
- Demon Slayer come Sabito

2020
- L'attacco dei giganti come Eren Jaeger
- Kikai Sentai Zenkaiger come Zenkai Gaon
- Dragon Quest: L'avventura di Dai come Hyunckel

2021
- B: the beginning come Koku
- Ranking of Kings come Daida
- Megaton Musashi come Takumi Kindaichi

2022
- Goodbye, DonGlees! come Hokuto "Toto" Mitarai
- Il castello invisibile come Ureshino
- Bubble come Kai

2023
- Undead Unluck come Rip Tristan

2024
- Kinnikuman: Perfect Origin Arc come Warsman

2026
- MAO come Mao[2]

### Videogiochi
2007-2008
- Soul Nomad & the World Eaters come Galahad
- Suikoden Tierkreis come Sieg

2009
- Record of Agarest War Zero come Leonis
- Inazuma Eleven 2 come Kazuya Ichinose
- Final Fantasy XIII come Hope Estheim

2010
- God Eater Burst come Shun Ogawa
- Uta no Prince-sama come Kurusu Kaoru
- Beast Master and Prince come Erik
- Inazuma Eleven 3 come Caleb Stonewall, Erik Eagle, Nasir Mustafa, Gianluca Zanardi, Li Leung, Cyril "Volpe" Fox, Bump Trungus
- Durarara!! come Walker Yumasaki
- Nessa no Rakuen come Will

2011
- Star Driver: Kagayaki no Takuto come Takumi Takeo (Sword Star)
- Il professor Layton e la maschera dei miracoli come Leonard Bloom
- Shin Megami Tensei: Devil Survivor Overclocked come Keisuke Takagi
- Final Fantasy Type-0 come Ace
- Ro-Kyu-Bu! come Subaru Hasegawa
- Terror of the Stratus come Makoto Usami
- Final Fantasy XIII-2 come Hope Estheim
- Magical Girl Lyrical Nanoha A's Portable: The Gears of Destiny come Thoma Avenir
- To Heart 2: Dungeon Travelers come Takaaki Kouno
- To Heart 2 DX Plus come Takaaki Kouno

2012
- Brothers Conflict come Asahina Wataru
- Genso Suikoden: Tsumugareshi Hyakunen no Toki come Zefon
- Devil Summoner: Soul Hackers (versione 3DS) come Yu-Ichi/Yuichi Haga
- Accel World come Haruyuki Arita
- Under Night In-Birth come Seth
- Ys: Memories of Celceta come Adol Christin
- E.X. Troopers come Bren Turner

2013
- Magi: The Labyrinth of Magic come Alibaba Saluja
- Shin Megami Tensei IV come Flynn
- Diabolik Lovers come Kanato Sakamaki
- Norn9 come Kakeru Yuiga
- Mind Zero come Kanade Sakyo
- JoJo's Bizarre Adventure: All Star Battle come Johnny Joestar
- Kamigami no Asobi come Anubis-Ma'at
- The "Hentai" Prince and the Stony Cat come Yōto Yokodera
- High School DxD come Issei Hyodo

2014
- Super Robot Wars Z3: Hell Chapter come Amata Sora
- Persona Q: Shadow of the Labyrinth come Zen
- Haikyu!! Cross team match! come Kenma Kozume
- Hyrule Warriors come Link
- Dengeki Bunko: Fighting Climax come Rentaro Satomi, Haruyuki Arita
- Code:Realize ~Sousei no Himegimi~ come Finis

2015
- Super Robot Wars Z3: Heaven Chapter come Amata Sora
- Fire Emblem: Fates come Takumi
- JoJo's Bizarre Adventure: Eyes of Heaven come Johnny Joestar
- Ensemble Stars! come Mao Isara
- Psycho-Pass: Mandatory Happiness come Alpha

2016
- Shin Megami Tensei IV: Apocalypse come Flynn
- A.O.T.: Wings of Freedom come Eren Jaeger
- My Hero Academia: Battle For All come Shōto Todoroki
- Ys VIII: Lacrimosa of Dana come Adol Christin

2017
- Several Shades of Sadism (SSS) come Shizuka Kira
- Million Arthur: Arcana Blood come Zechs Siegfried

2018
- BlazBlue: Cross Tag Battle come Seth
- The King of Fighters: All Star come Meliodas
- Super Smash Bros. Ultimate come Eight

2019
- Jump Force come Shōto Todoroki
- Ys IX: Monstrum Nox come Adol Christin

2020
- Nanatsu no taizai: hikari to yami no grand cross come Meliodas e Zeldris

2021
- Super Robot Wars 30 come Ryoma Nagare (Devolution)

2022
- No More Heroes III come FU
- JoJo's Bizarre Adventure: All Star Battle R come Koichi Hirose e Johnny Joestar

2023
- Infinity Strash - Dragon Quest: The Adventure of Dai come Hyunckel
- Ys X: Nordics come Adol Christin

2024
- Under Night In-Birth II [Sys:Celes] come Seth

2025
- Fantasy Life i: La ragazza che ruba il tempo come Glenn
- Rune Factory: Guardians of Azuma come Mauro

### CD Drama
- Diabolik Lovers come Kanato Sakamaki
- Suikoden II come Jowy Atreides
- Il piccolo principe come il principe
- Ro-Kyu-Bu! come Subaru Hasegawa
- Brothers Conflict come Wataru Asahina
- L'attacco dei giganti come Eren Jaeger
- Fire: Emblem Fates come Takumi
- Watashi ni xx Shinasai! come Akira Shimotsuki
- Gakuen Babysitters come Ryuuichi Kashima
- Critical Lovers come Mizuno Chihiro